# 왕영

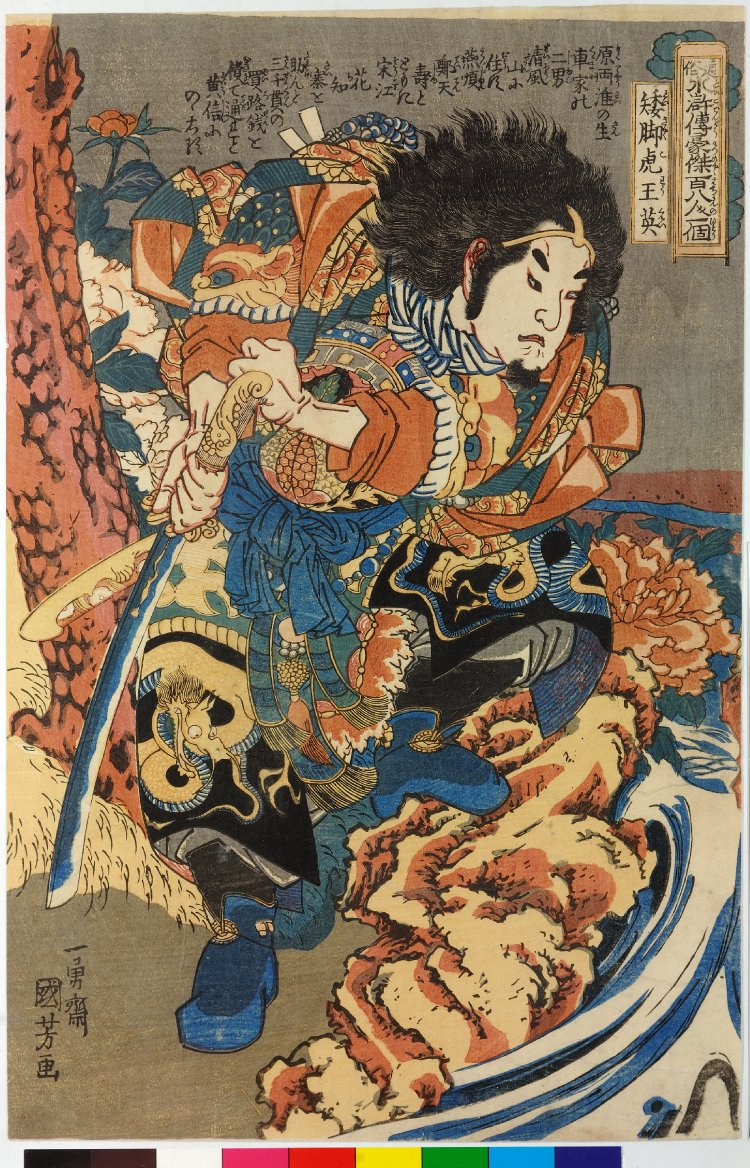

왕영(王英)은 중국의 사대기서(四大奇書) 중 하나인 《수호전》(水滸傳)에 등장하는 인물로, 108성 중 58위이자 지살성(地煞星)의 지미성(地微星)에 해당한다. 키가 5척에도 미치지 못했으며, 짧은 다리에 날카로운 눈매를 가져 '키가 작은 호랑이'라는 의미의 왜각호(矮脚虎)라는 별호로 불린다. 여자를 무척이나 밝히는 호색한으로, 호삼랑(扈三娘)과 결혼하였다.

## 생애
양회(兩淮) 출신으로 본래 차부(車夫)를 하며 생계를 유지하고 있었으나, 금전에 대한 욕심으로 인해 손님을 죽이고 금품을 강탈한 뒤 청풍산(淸風山)으로 도망갔다. 그곳에서 정천수(鄭天壽)를 만나 일대일 대결을 벌였으나 서로 승부가 나지 않았고, 이를 지켜본 연순(燕順)이 왕영과 정천수에게 동시에 의 산적이 될 것을 권해 수락했다. 어느 날 우연히 지나가던 송강(宋江)을 붙잡아오자 청풍산 산적들은 붙잡힌 사람이 송강이라는 사실을 모른 채 짐을 빼앗은 뒤 살가죽을 벗겨 죽이려 했지만, 짐에서 조개(晁蓋)가 송강에게 보내는 편지를 읽고는 송강이라는 사실을 알게 되었다. 이후 청풍산 산적들은 송강을 묶고 있던 오랏줄을 풀고 송강 앞에 옆드려 용서를 구했으며, 그 뒤 청풍산 산적들은 송강에게 주연을 베푸는 등 며칠 동안 정중하게 대접하였다. 며칠 뒤 왕영이 청풍채(淸風寨)의 장관(長官)인 유고(劉高)의 부인과 하녀를 잡아와 희롱하려 했지만, 송강은 풀어주기를 원했다. 또한 연순과 정천수 또한 이에 동조하면서 결국 왕영은 마지못해 두 사람을 풀어주었고, 이후 청풍산 산적들은 화영(花榮)을 만나러 청풍채로 떠나는 송강을 배웅했다.
이후 유고의 아내가 유고에게 송강이 산적이라고 해 송강이 유고에게 붙잡혔으며, 유고는 송강 편을 들어준 화영 또한 병마도감(兵馬都監)인 황신(黃信)을 시켜 붙잡아 두 사람을 청주(靑州)로 연행하려 하였다. 그 뒤 황신이 이끄는 호송대가 청풍산을 지나가게 되자 왕영은 연순, 정천수와 함께 호송대를 공격했으며, 황신을 물리치고 송강과 화영을 구출하한 뒤 송강을 두령으로 삼았다. 이후 군정장관(軍政長官)인 진명(秦明)이 관군을 이끌고 공격해오자 지형을 이용해 이를 물리쳤으며, 송강 일행은 진명을 붙잡아 자신들의 동료로 삼으려고 하였지만 진명이 군인으로서의 자존심을 갖고 이를 거부하자 풀어주었다. 하지만 청주의 태수(太守)인 모용언달(慕容彦達)이 진명의 가족들을 살해하고 진명을 죽이려 하자, 진명은 다시 청풍산으로 돌아와 산적의 일원이 되었다. 이후 진명의 설득으로 황신 또한 청풍산 산적의 일원이 되었고, 송강 일행은 화영의 가족들을 구출하고자 청풍채를 습격하였다. 이 때 왕영이 유고의 아내를 다시 붙잡아 희롱하려고 하자, 연순은 유고의 아내가 행한 악행을 들어 유고의 아내를 살해하였다. 이에 왕영은 자신이 마음에 들어했던 여자를 살해했다며 연순과 실랑이를 벌였으나, 송강이 좋은 여자를 소개시켜주겠다고 중재해주어 일단락되었다. 그 뒤 동경(東京)에서 토벌대가 올 것을 우려해 송강은 청풍산의 산적들을 이끌고 양산박(梁山泊)으로 향했으며, 도중에 개인적인 사정으로 송강이 제외된 채 나머지 일행들은 양산박의 일원이 되었다.
이후 송강이 관에 자수해 강주(江州)로 유배된 뒤 처형될 위기에 처하자,왕영은 다른 양산박 산적들과 함께 유배지로 가 송강을 구출했다. 그 뒤 축가장(祝家莊)과의 전투에서 여검사 호삼랑(扈三娘)이 등장하자 제일 먼저 일대일 대결을 벌였으나, 전투 도중 호삼랑에게 반해 빈틈을 보여 호삼랑에게 붙잡혔다. 축가장과의 전투에서 승리한 이후 왕영은 과거 송강과 했던 약속을 기억하고 송강에게 호삼랑을 자신의 부인으로 삼게 해 달라고 요청했으며, 송강 또한 왕영을 안타깝게 여겨 호삼랑과의 결혼을 중재해주었다. 이후 전장에서 호삼랑을 따라다니며 호삼랑과 함께 활약하였다.
108성 집결 이후에는 기병군(騎兵軍) 장교(將校) 중 한 명으로 임명되었으며, 관군과의 계속된 전투에서 좋은 활약을 보였다. 그 뒤 전호(田虎)와의 전투에서 여장군 경영(瓊英)이 등장하자 제일 먼저 일대일 대결을 벌였으나, 극(戟)에 허벅지를 찔리는 부상을 당해 당분간 치료에 임했다. 이후 방랍(方臘)의 난을 진압하는 과정에서 호삼랑과 함께 출전하였으나, 정표(鄭彪)가 사용하는 환술(幻術)에 걸려 당황해하다 정표가 내지른 창에 찔려 사망했다.